# Jurišna jedrska podmornica
Jurišne jedrske podmornice so vrsta jedrskih podmornic, katerih glavna oborožitev so torpedi. Njihov osnovni namen je uničevanje ladij in podmornic nasprotnika s torpediranjem. So najmanjša vrsta jedrskih podmornic in njihov izpodriv praviloma ne preseže 10.000 ton. Glavni taktični značilnosti jurišnih jedrskih podmornic sta poleg pritajenosti hitrost in sposobnost manevriranja, kar je nujno za zasledovanje tarče. Ločimo jurišne jedrske podmornice z manevrirnimi raketami in navadne jurišne jedrske podmornice.
Namenjene so za:
- odkrivanje,
- sledenje,
- uničevanje nasprotnikovih strateških jedrskih podmornic in drugih podmornic ter vojnih ladij.

## Razredi jurišnih jedrskih podmornic
- Razred Jasen
- Razred Ščuka-B
- Razred Ščuka
- Razred Kondor
- Razred Lira
- Razred podmornic Los Angeles
- Razred podmornic Seawolf
- Razred podmornic Virginia
- Podmornice razreda Trafalgar